# Mattias Eklundh
Mattias "IA" Eklundh, född 6 oktober 1969 i Göteborg,  är en svensk gitarrist och sångare. 
Eklundh är frontmannen för hårdrocksbandet Freak Kitchen och har också ett soloprojekt, Freak Guitar. Han har en väldigt lätt igenkännbar musikalisk stil; övertoner i kombination med svajarm, snabb tapping, udda taktarter och ovanligt stämda gitarrer är en del av hans kännetecken. Hans största influenser är Frank Zappa och Ace Frehley från musikgruppen Kiss.

## Diskografi (urval)
Studioalbum med Frozen Eyes
- 1988 – Frozen Eyes

Soloalbum (som "Mr Libido" och "Freak Guitar")
- 1996 – Sensually Primitive (som "Mr Libido")
- 1999 – Freak Guitar
- 2004 – The Road Less Traveled
- 2013 – The Smorgasbord

Studioalbum med "Freak Kitchen"
- 1994 – Appetizer
- 1996 – Spanking Hour
- 1998 – Freak Kitchen
- 2000 – Dead Soul Men
- 2002 – Move
- 2005 – Organic
- 2009 – Land of the Freaks
- 2014 – Cooking with Pagans
- 2018 – Confusion to the Enemy

Studioalbum med "Planet Alliance"
- 2006 – Planet Alliance